# Суперкубок Англії з футболу 1924
Суперкубок Англії з футболу 1924 — 11-й розіграш турніру, який відбувся 6 жовтня 1924 року. У матчі взяли участь гравці, які виступали за професійні футбольні клуби, та гравці, які виступали за аматорські футбольні клуби.

## Матч

### Деталі
| 6 жовтня 1924 |

| Професіонали | 3–1      | Аматори |
| ------------ | -------- | ------- |
| Вокер Б'юкен | Протокол | Кейл    |

| Хайбері, Лондон Глядачів: 10 000 |

| В  |  | Тед Тейлор     | Гаддерсфілд Таун     |
| З  |  | Алф Бейкер     | Арсенал              |
| З  |  | Сем Водсворт   | Гаддерсфілд Таун     |
| З  |  | Френк Мосс     | Астон Вілла          |
| З  |  | Генрі Гіллесс  | Блекберн Роверз'     |
| ПЗ |  | Джордж Грін    | Шеффілд Юнайтед      |
| ПЗ |  | Джеймс Спенсер | Вест-Бромвіч Альбіон |
| ПЗ |  | Чарлі Б'юкен   | Сандерленд           |
| Н  |  | Гаррі Бедфорд  | Блекпул              |
| Н  |  | Біллі Вокер    | Астон Вілла          |
| Н  |  | Фред Танстол   | Шеффілд Юнайтед      |

| В  |  | Джеймс Мітчелл        | Манчестер Сіті    |
| З  |  | Е.Спенсер             | Бішоп Окленд      |
| З  |  | Алфред Боуер          | Корінтіан         |
| З  |  | Альберт Барретт       | Лейтонстоун       |
| З  |  | Клод Ештон            | Корінтіан         |
| ПЗ |  | Фред Евер             | Кейсуелс          |
| ПЗ |  | Р.Г.Дженкінс          | Лондон Політехнік |
| ПЗ |  | Едгар Кейл            | Далвіч Гамлет     |
| Н  |  | Вівіан Гіббінс        | Клептон           |
| Н  |  | Френк Гартлі          | Оксфорд Сіті      |
| Н  |  | Лейтенант Джекі Хеган | Британська армія  |